# Рекламация
Реклама́ция (лат. reclamatio — громкое возражение, неодобрение) — претензия покупателя или заказчика, предъявляемая продавцу или поставщику (подрядчику) по поводу ненадлежащего качества или количества поставляемого товара, обнаруженного в период действия гарантийных обязательств, требование об устранении недостатков, снижении цены, возмещении убытков (причинённого ущерба). Также называется клейм (англ. claim — требование).

## Порядок предъявления рекламаций
Рекламация предъявляется в следующих случаях:
- Объективное несоответствие качества вещи условиям договора, государственным стандартам, техническим условиям, образцам. Ассортиментное несоответствие поставляемого товара, поставки недоброкачественной, некомплектной продукции.
- Несоответствие количества товара условиям договора.
- Нарушение правил торговли.
- Изменение цены.

Порядок предъявления рекламаций и ответов на них регулируется гражданским правом (см. Закон РФ № 2300-1 от 7 февраля 1992 года «О защите прав потребителей»).
Рекламация может предъявляться только по таким вопросам, которые не являлись предметом приемки товара, произведенной в соответствии с условиями договора.
Договор купли-продажи, как правило, содержит статью (статьи), в которых регулируются основные вопросы, связанные с рекламациями:
- Порядок предъявления рекламаций.
- Сроки заявления рекламаций.
- Права и обязанности сторон в связи с предъявлением рекламаций
- Способы урегулирования рекламаций.

## Документ
Рекламация предъявляется в письменной форме. К ней должны быть приложены все необходимые доказательные документы.
Рекламация должна содержать следующие данные:
- Наименование товара (услуги).
- Количество и место нахождения товара.
- Основание для рекламации. В нём указывается, в связи с какими недостатками может быть предъявлена рекламация.
- Конкретные требования покупателя товара (услуги) по урегулированию рекламации.